# Gianni Rodari
Gianni Rodari (Omegna, 23 d'octubre de 1920 - Roma, 14 d'abril de 1980) va ser un mestre, escriptor, pedagog i periodista italià. És una de les figures més rellevants de la literatura infantil.

## Biografia
Gianni Rodari va néixer el 23 d'octubre de 1920 a Omegna, una petita ciutat de la província de Verbano-Cusio-Ossola, situada el Piemont, al nord d'Itàlia. El seu pare, Giuseppe, era forner i va morir quan Gianni tenia 9 anys. Gianni tenia dos germans més grans: Cesare i Mario. El més gran, Mario, era fill només del pare, que, en quedar vidu es va casar amb Maddalena Aricocchi, mare de Gianni i Cesare. A la mort del pare, la mare decideix anar a viure amb els fills al seu poble d'origen, Gavirate.
L'any 1931, la seva mare el va fer ingressar al seminari San Pietro Martir de Seveso (Milà), però aviat va adonar-se que la carrera eclesiàstica no era apropiada per al seu fill i el 1934 el va matricular perquè estudiés magisteri a Gavirate. Rodari va obtenir el títol de mestre als disset anys, un any abans que els seus companys, però va haver de fer l'examen com a estudiant lliure.

El 1936 va publicar vuit contes en el setmanari catòlic L'azione giovanile i va començar a col·laborar a Luce, una altra publicació de l'església. El 1938 va treballar a Sesto Calende (Varese) com a professor privat per a una família de jueus alemanys que havien fugit del règim nazi. Ho va explicar en el llibre La gramàtica de la fantasia: 
L'hivern 1937-1938, per recomanació d'una mestra, dona d'un guàrdia urbà, em van contractar per ensenyar italià a uns nens d'una família de jueus alemanys que creien -ho van creure durant uns quants mesos- que a Itàlia havien trobat un refugi contra la persecució racial […] mentre va durar va ser una bona època. Vaig aprendre una mica d'alemany i em vaig llençar als llibres en aquella llengua amb la passió, el trastorn i la voluptuositat que aporten, a qui estudia, cent vegades més que cent anys d'escola. 
 Tenia un gran interès per la música (va cursar tres anys de violí) i per a la literatura (va descobrir les obres de Nietzsche, Schopenhauer, Lenin, Trotski, Dostoievski, que van ajudar-lo a desenvolupar el seu sentit crític). L'any 1939 es va matricular a la facultat de llengües a la Universitat de Milà però interrompé els seus estudis en esclatar la Segona Guerra Mundial. Tanmateix, va quedar exempt de prestar serveis militars a causa de problemes de salut. Va afiliar-se al partit feixista durant un temps per poder trobar feina. El 1941 guanya unes oposicions per a mestre i comença a fer suplències a Uboldo, un poble de la província de Varese Però commogut per la pèrdua, a la guerra, dels seus dos millors amics i l'empresonament del seu germà Cesare en un camp de concentració alemany, Rodari es va posar en contacte amb la Resistència i va apropar-se al Partit Comunista Italià, al qual va afiliar-se el 1944. Després de l'alliberament va iniciar la seva carrera com a periodista i va dirigir la revista comunista L'Ordine Nuovo on firmava els seus articles utilitzant el pseudònim Francesco Aricocchi (Aricocchi era el cognom de la seva mare).
Del 1947 al 1950 va escriure, per a una pàgina dominical dedicada genèricament «a la família», els seus primers contes humorístics. I després d'aquesta comanda en van venir més. L'any 1948 començà a escriure els seus primers textos per a nens a les pàgines dels diaris L'Unità, Vie Nuove i Noi Donn. El director del diari L'Unità el va animar i li va confiar el nou setmanari per a nois II Pioniere, destinat a la formació cultural dels fills dels proletaris militants del Partit Comunista italià. Rodari el va codirigir des de l'inici, el setembre de 1950, fins a finals de 1953, que se n'encarrega Dina Rinaldi, que n'era la codirectora. Les seves primeres obres infantils, Il Libro delle Filastrocche (1950) i Les aventures d'en Cebeta (Il romanzo di Cipollino, 1951), deriven del treball fet en el setmanari. A més a més, també va escriure tirallongues lligades a la literatura infantil popular italiana: filastrocche (cançons infantils), cobles, contes fantàstics i narracions humorístiques.
L'any 1952 va visitar l'URSS per primera vegada i a l'any següent va casar-se amb Maria Teresa Ferretti, amb la qual va tenir, quatre anys més tard, una filla anomenada Paola. L'any 1957, Rodari va superar l'examen de periodista professional i l'any següent va deixar de treballar a L'Unità i va començar a treballar al Paese Sera, que era també un diari d'esquerres, però no un òrgan de partit.
De 1966 a 1969 va participar activament en projectes de col·laboració amb els infants. Va recórrer escoles italianes per explicar històries i per a respondre les preguntes que tenien els infants. L'any 1970 li va ser atorgat el Premi Hans Christian Andersen pel conjunt de la seva obra literària, què és el premi internacional més important dins l'àmbit de la literatura infantil. Aquesta distinció li va permetre obtenir una reputació internacional. Va defensar sempre la creativitat de la mainada i amb el llibre La gramàtica de la fantasia (1973), dirigit als ensenyants, es va convertir en el "pedagog de la imaginació". Les seves obres han estat traduïdes a un gran nombre de llengües.
L'any 1979, després d'un viatge a la Unió Soviètica, la seva salut va començar a empitjorar i va haver d'abandonar part del seu treball. El 10 d'abril de 1980 va ingressar en una clínica de Roma per ser operat de la cama esquerra i quatre dies més tard va morir, a l'edat de 59 anys. Les seves restes descansen en el Cimitero Comunale Monumentale Campo Verano a la ciutat de Roma. 

## Obra
Els llibres de Gianni Rodari estan plens de creativitat i humor, trenquen els esquemes preestablerts i ajuden a pensar sense prejudicis tot formulant noves preguntes. Tot i tenir el seu sentit crític, Gianni Rodari fa un bon ús de l'humor i la fantasia entusiasta que l'envolta per tal de crear els seus llibres. Si bé només en l'última fase de la seva vida presenta l'elaboració teòrica de la seva creació literària, era un treball de molts anys. A la Gramàtica de la fantasia, el mateix Rodari descriu que, quan feia de mestre, havia anat escrivint en un quadern de notes, que va anomenar Quaderno di Fantastica, com naixien les històries que inventava per a la mainada, quins truc descobria o creia haver descobert per donar vida a les paraules i les imatges. Aquest quadern es troba actualment a l'arxiu Rodari. Comparava el seu treball d'escriptor per a infants amb el d'un un fabricant de joguines, i volia que cada llibre seu absorbís tota la personalitat de l'infant de la mateixa manera que l'absorbeix una bona joguina, un bell joc. Creia que la creativitat de la mainada era una eina essencial per a canviar el món.
Durant la dècada de 1960 va anar recorrent escoles italianes i a través del contacte directe i la interacció amb la mainada va observar-ne les reaccions en llegir els seus contes i les va anotar per trobar més tècniques que el permetessin crear bones històries. D'aquestes anotacions i tècniques, i de la seva experiència prèvia, va sorgir una de les seves obres principals: La gramàtica de la fantasia: introducció a l'art d'inventar històries (1973).
Els seus escrits, plens de frescor i humor, fan ús d'un llenguatge personal en què els jocs de paraules i els binomis fantàstics s'expressen en tot el seu potencial. Els binomis fantàstics són una tècnica a l'hora de realitzar un conte incorporada en el seu llibre La gramàtica de la fantasia, però que ja havia esmentat, com "duel de paraules" en el seu quadern de notes dels anys quaranta. Convida la mainada a entrar amb llibertat al món de la imaginació, que actuarà com a eina per conèixer la pròpia realitat. El 1953, va publicar un article en el setmanari Il Pioniere que va titular "Us ensenyo a inventar una història", en què, en forma de diàleg, exemplifica als seus lectors el procés creatiu d'una narració fent servir un binomi fantàstic constituït per una formiga i un elefant.
L'any 1970, en rebre el Premi Andersen pel conjunt de la seva obra, va afirmar:
| « | Cal tenir una gran fantasia, una forta imaginació per ser un gran científic —per imaginar coses que no existeixen encara—, per imaginar un món millor d'aquell en què vivim i posar-se a treballar per construir-lo... | » |

| « | Jo crec que les rondalles, les velles i les noves, poden contribuir a educar la ment. La rondalla és el lloc de totes les hipòtesis: elles ens poden donar claus per entrar en la realitat per nous camins, poden ajudar l'infant a conèixer el món. | » |

### Llista d'obres
Amb el pseudònim de Francesco Aricocchi (Aricocchi era el cognom de la seva mare):
- Llegendes de la nostra terra.
- El petó.
- La senyoreta Bibiana.

Com a Gianni Rodari:
- 1951 - Manuale del Pioniere
- 1951 - Il libro delle filastrocche
- 1951 - Les aventures d'en Cebeta (Il romanzo di Cipollino, reeditada el 1959 com Le avventure di Cipollino)
- 1952 - Le carte parlanti
- 1952 - Il treno delle filastrocche
- 1952 - Cipollino e le bolle di sapone
- 1952 - Il libro dei mesi
- 1954 - Le avventure di Scarabocchio
- 1954 - Il viaggio della freccia azzurr
- 1955 - Compagni fratelli cervi
- 1959 - Gelsomino al país dels mentiders (Gelsomino nel paese dei bugiardi)
- 1960 - Tirallongues del cel i la terra (Filastrocche in cielo e in terra)
- 1962 - Contes per telèfon (Favole al telefono).
- 1962 - Gip dins del televisor (Gip nel televisore)
- 1962 - Favola in orbita
- 1962 - Il pianeta degli alberi di Natale
- 1963 - Il castello di carte
- 1964 - Il cantastorie. Storie a piedi e in automobile
- 1964 - La fletxa blava (La freccia azzurra)
- 1964 - Il libro degli errori
- 1966 - El pastís caigut del cel (La torta in cielo)
- 1969 - Venti storie più una
- 1970 - Le filastrocche del cavallo parlante
- 1971 - Molts contes per jugar (Tante storie per giocare)
- 1972 - Els negocis del senyor Gat (Gli affari del signor gatto)
- 1972 - Il palazzo di gelato e altre otto favole al telefono
- 1973 - La gramàtica de la fantasia (Grammatica della fantasia)
- 1973 - Els viatges d'en Joan Esquenadret (I viaggi di Giovannino Perdigiorno).
- 1973 - Contes escrits a màquina (Novelle fatte a macchina).
- 1974 - La filastrocca di Pinocchio
- 1974 - Marionette in libertà
- 1978 - La gondola fantasma
- 1978 - Les dues vegades del baró Lamberto (C'era due volte il barone Lamberto)
- 1978 - Il teatro i ragazzi la città
- 1979 - Parole per giocare
- 1979 - Bambolik
- 1980 - El joc dels quatre cantons (Il gioco dei quattro cantoni)
- 1980 - I nani di Mantova
- 1980 - Piccoli vagabondi
- 1981 - Esercizi di fantasia
- 1981 - Filastrocche lunghe e corte
- 1984 - Giochi nell'URSS: appunti di viaggio
- 1984 - El llibre dels perquè (Il libro dei perché). Recopilació de Marcello Argilli (n. 1926) d'escrits de Gianni Rodari en la seva secció setmanal del mateix títol en el diari L'Unità. La secció amb aquest títol s'havia publicat des del 18 d'agost de 1955 fins al 25 d'octubre de 1956. Més endavant Rodari va reprendre el seu treball amb el títol: La posta dei perché (El correu dels perquè), que duraria des del 25 de maig de 1957 fins al 5 de juny de 1958.
- 1987 - Chi sono io?: primi giochi di fantasia
- 1988 - Io e gli altri: nuovi giochi di fantasia
- 1989 - Il giudice a dondolo
- 1994 - Contes i Fantasticontes (Fiabe e fantafiabe)
- 1998 - Il teatro delle filastrocche: laboratorio delle parole e della fantasia
- 2001 - Il ragioniere pesce del Cusio
- 2001 - Un giocattolo per Natale

### La gramàtica de la fantasia: introducció a l'art d'inventar històries
L'any 1973 Gianni Rodari publicà el llibre Grammatica della fantasia amb el subtítol "Introducció a l'art d'inventar històries" (Introduzione all'arte di inventare storie). En ell, mostra un compromís pedagògic, no només envers la mainada, sinó també dedicat a mestres i pares. El llibre consta de 45 capítols, i a cadascun inclou una tècnica per inventar una història. Aquesta obra és el resultat d'anys i anys treballant en aquest àmbit.
Rodari deia que, en aquest llibre, "es parla d'algunes maneres d'inventar històries per a nens i d'ajudar-los a inventar històries per si mateixos". També afirmava que "espero que aquestes pàgines puguin ser útils a qui creu en la necessitat que la imaginació ocupi un lloc en l'educació, a qui té confiança en la creativitat infantil, a qui coneix el valor d'alliberament que pot tenir la paraula".
A la contraportada de la primera edició es podia llegir:
| «                                         | (català) El que estic fent és investigar les "constants" dels mecanismes de la fantasia, les lleis de la invenció que encara no han estat formulades, per posar-les a disposició de qualsevol. Insisteixo a assenyalar que, encara que el romanticisme l'hagi envoltat de misteri i hagi instaurat una mena de culte al seu voltant, el procés creatiu és inherent a la naturalesa humana, i, per tant, està a l'abast de tothom, amb tot el que implica d'alegria d'expressar-se i de jugar amb la fantasia. | (italià) Quello che io sto facendo è di ricercare le "costanti" dei meccanismi fantastici, le leggi non ancora approfondite dell'invenzione, per renderne l'uso accessibile a tutti. Insisto nel dire che, sebbene il Romanticismo l'abbia circondato di mistero e gli abbia creato attorno una specie di culto, il processo creativo è insito nella natura umana ed è quindi, con tutto quel che ne consegue di felicità di esprimersi e di giocare con la fantasia, alla portata di tutti. | » |
| — Gianni Rodari, Gramàtica de la fantasia | | |   |

## Reconeixements
- 1960 - Premi Prato
- 1965 - Premio Catello
- 1965 - Premio Rubino
- 1970 - Premi Hans Christian Andersen.[6] Fins ara únic escriptor italià al qual se li ha atorgat aquest premi.
- Des de 1980 s'han escrit desenes d'obres sobre ell, s'ha posat el seu nom a parcs, associacions, biblioteques, ludoteques, carrers, guarderies i escoles primàries. El Parc Rodari (Parco Rodari) més conegut està a la seva localitat natal: Omegna.